# کربی (ایندیانا)
کربی (به انگلیسی: Kirby) یک منطقهٔ مسکونی در ایالات متحده آمریکا است که در شهرستان مونرو، ایندیانا واقع شده‌است. کربی ۲۵۵٫۱۲ متر بالاتر از سطح دریا واقع شده‌است.